# Kalvholmen
Kalvholmen este o arie protejată (arie specială de conservare — SAC, sit de importanță comunitară — SCI) din Suedia întinsă pe o suprafață de 37,9 ha, integral pe uscat.

## Localizare
Centrul sitului Kalvholmen este situat la coordonatele 59°28′59″N 16°24′18″E / 59.483°N 16.4049°E.

## Înființare
Situl Kalvholmen a fost declarat sit de importanță comunitară în decembrie 1995 pentru a proteja 1 specie de plante și 2 specii de animale. Situl a fost protejat și ca arie specială de conservare, în martie 2011.

## Biodiversitate
Situată în ecoregiunea boreală, aria protejată conține 3 habitate naturale: Păduri caducifoliate bătrâne naturale hemiboreale fino-scandinave (Quercus, Tilia, Acer, Fraxinus sau Ulmus) bogate în specii epifite, Taiga vestică, Lacuri eutrofice naturale cu vegetație de tip Magnopotamion sau Hydrocharition.
La baza desemnării sitului se află mai multe specii protejate:
- plante (1): Buxbaumia viridis
- pești (2): avat (Aspius aspius), zvârluga (Cobitis taenia)